# Niederrheinpokal 2020/21
Der Niederrheinpokal 2020/21 war die 41. Austragung des Fußball-Verbandspokal im Fußballverband Niederrhein. Das Finale gewann der Wuppertaler SV am 29. Mai 2021 gegen den SV Straelen in der Schauinsland-Reisen-Arena in Duisburg. Aufgrund des Verbotes der Amateursportausübung im Zuge der COVID-19-Pandemie wurde der Pokal am 1. November 2020 unterbrochen. Nach einer Entscheidung der verbliebenen beteiligten Vereine und des Verbandsfußballausschusses am 23. April 2021 wurde der Pokal mit den verbliebenen als Profimannschaften geltenden Vereinen am 12. Mai 2021 fortgesetzt.

## Teilnehmende Mannschaften
Für die erste Runde waren folgende 64 Mannschaften sportlich qualifiziert:
| 3. Liga die 2 verbandsangehörigen Vereine der Saison 2019/20, (Absteiger 2. Bundesliga) | Regionalliga West die 4 verbandsangehörigen Vereine der Saison 2019/20 | Oberliga Niederrhein die 18 Vereine der Saison 2019/20 |
| MSV Duisburg KFC Uerdingen 05 | Rot-Weiss Essen Rot-Weiß Oberhausen Wuppertaler SV VfB Homberg | SV Straelen 1. FC Monheim SpVg Schonnebeck 1. FC Bocholt SSVg Velbert TSV Meerbusch Sportfreunde Baumberg VfB 03 Hilden TuRU Düsseldorf Schwarz-Weiß Essen 1. FC Kleve FC Kray TVD Velbert Ratingen 04/19 SC Velbert SC Union Nettetal Cronenberger SC Sportfreunde Niederwenigern          |
| Vertreter der Kreise im FV Niederrhein 40 Vertreter der 13 Fußballkreise des FV Niederrhein, Anzahl der Startplätze pro Kreis ist abhängig von der Anzahl der Vereine, welche sich im Kreis befinden | | |
| - Duisburg / Mülheim / Dinslaken FSV Duisburg SV Genc Osman Duisburg Viktoria Buchholz MTV Union Hamborn - Düsseldorf SV Hösel MSV Düsseldorf Rather SV - Essen SG Essen-Schönebeck SV Burgaltendorf RuWa Dellwig ESC Rellinghausen 06 - Grevenbroich / Neuss SC Kapellen-Erft Holzheimer SG VfL Jüchen-Garzweiler | - Kempen / Krefeld VfR Fischeln DJK Teutonia St. Tönis VfL Tönisberg VSF Amern - Kleve / Geldern SV 1926 Rindern Viktoria Goch SV Walbeck - Moers SV Scherpenberg SV Sonsbeck TuS Fichte Lintfort - Mönchengladbach / Viersen Rheydter SV 1. FC Viersen SC Hardt | - Oberhausen / Bottrop VfB Bottrop SV Fortuna Bottrop SpVgg Sterkrade-Nord - Rees / Bocholt SV Blau-Weiß Dingden TuS Drevenack VfL Rhede SV Brünen - Remscheid SV Wermelskirchen - Solingen DV Solingen BV Gräfrath - Wuppertal / Niederberg FSV Vohwinkel SV Union Velbert TSV 05 Ronsdorf |

Mit den hervorgehobenen Mannschaften wurde der Pokal nach der Unterbrechung fortgesetzt.

## Termine
Die Spielrunden sollten ursprünglich an folgenden Terminen ausgetragen werden, wobei einzelne Spielansetzungen aufgrund von Terminkonflikten aus den Rahmenterminen heraus genommen werden mussten:
- 1. Runde: 31. Oktober 2020 bis 1. November 2020
- 2. Runde: 21. November 2020 bis 22. November 2020
- Achtelfinale: 9. Februar 2021 bis 10. Februar 2021
- Viertelfinale: 24. März 2021
- Halbfinale: 21. April 2021
- Finale: Noch nicht terminiert

Aufgrund der COVID-19-Pandemie fielen die 2. Runde und das Achtelfinale aus. Das Viertelfinale und das Halbfinale mussten verschoben werden.

## 1. Runde
Die Partien der 1. Runde wurden am 29. September 2020 in der Sportschule Wedau ausgelost. Gelost wurde aus zwei Töpfen. In Topf 1 befanden sich die 24 Vereine von der 3. Liga bis zur Oberliga Niederrhein, in Topf 2 die 40 Vereine, die sich über die Kreispokale qualifiziert haben. Aufgrund von Infektionen in den Mannschaften, städtischen Verordnung und terminlichen Differenzen wurden eine Reihe von Begegnungen abgesagt und aufgrund des folgenden Verbotes der Amateursportausübung nicht wieder neu angesetzt.
| Datum                 |                       | Ergebnis                         |                             |
| --------------------- | --------------------- | -------------------------------- | --------------------------- |
| 28.10.2020, 19:30 Uhr | Viktoria Goch         | 1:4 (0:1)                        | 1. FC Kleve                 |
| 28.10.2020, 19:30 Uhr | SV Wermelskirchen     | 0:5 (0:1)                        | Rot-Weiss Essen             |
| 28.10.2020, 20:00 Uhr | SC Hardt              | 1:4 (0:2)                        | TSV Meerbusch               |
| 29.10.2020, 15:00 Uhr | SG Essen-Schönebeck   | 3:3 n. V. (2:2, 1:1) (4:3 i. E.) | Cronenberger SC             |
| 29.10.2020, 15:30 Uhr | SV Hösel              | 1:4 (0:2)                        | Sportfreunde Niederwenigern |
| 29.10.2020, 15:30 Uhr | SV 1926 Rindern       | 1:4 (0:0)                        | FC Kray                     |
| 29.10.2020, 15:30 Uhr | SV Brünen             | 2:3 (1:1)                        | SV Genc Osman Duisburg      |
| 29.10.2020, 15:30 Uhr | TuS Drevenack         | 0:12 (0:4)                       | Rather SV                   |
| 29.10.2020, 15:30 Uhr | Rheydter SV           | 1:5 (1:2)                        | VSF Amern                   |
| 29.10.2020, 15:30 Uhr | VfL Rhede             | : (:)                            | TuRU Düsseldorf             |
| 29.10.2020, 15:30 Uhr | SV Fortuna Bottrop    | : (:)                            | Sportfreunde Baumberg       |
| 29.10.2020, 15:30 Uhr | TuS Fichte Lintfort   | : (:)                            | VfB 03 Hilden               |
| 29.10.2020, 15:30 Uhr | DV Solingen           | : (:)                            | SSVg Velbert                |
| 29.10.2020, 15:30 Uhr | Viktoria Buchholz     | : (:)                            | TVD Velbert                 |
| 29.10.2020, 15:30 Uhr | VfB Bottrop           | : (:)                            | SC Velbert                  |
| 29.10.2020, 15:30 Uhr | VfL Tönisberg         | : (:)                            | DJK Teutonia St. Tönis      |
| 29.10.2020, 15:30 Uhr | RuWa Dellwig          | : (:)                            | Schwarz-Weiß Essen          |
| 29.10.2020, 15:30 Uhr | SV Blau-Weiß Dingden  | : (:)                            | FSV Duisburg                |
| 29.10.2020, 15:30 Uhr | 1. FC Viersen         | : (:)                            | 1. FC Monheim               |
| 29.10.2020, 15:30 Uhr | VfL Jüchen-Garzweiler | : (:)                            | 1. FC Bocholt               |
| 29.10.2020, 15:30 Uhr | TSV 05 Ronsdorf       | : (:)                            | FSV Vohwinkel               |
| 29.10.2020, 16:00 Uhr | VfR Fischeln          | 2:4 n. V. (2:2, 2:2)             | SC Union Nettetal           |
| 29.10.2020, 16:00 Uhr | BV Gräfrath           | : (:)                            | SpVgg Sterkrade-Nord        |
| 29.10.2020, 16:00 Uhr | ESC Rellinghausen 06  | : (:)                            | SpVg Schonnebeck            |
| 29.10.2020, 16:00 Uhr | SV Union Velbert      | : (:)                            | SC Kapellen-Erft            |
| 29.10.2020, 16:30 Uhr | Holzheimer SG         | 1:8 (1:5)                        | Ratingen 04/19              |
| 04.11.2020, 18:30 Uhr | SV Burgaltendorf      | : (:)                            | KFC Uerdingen 05            |
| 04.11.2020, 19:00 Uhr | SV Walbeck            | : (:)                            | MSV Duisburg                |
| 07.11.2020, 16:00 Uhr | MSV Düsseldorf        | : (:)                            | Rot-Weiß Oberhausen         |
| 11.11.2020, 19:30 Uhr | SV Scherpenberg       | : (:)                            | Wuppertaler SV              |
| 28.11.2020, 14:00 Uhr | MTV Union Hamborn     | : (:)                            | SV Straelen                 |
| 05.12.2020, 14:00 Uhr | SV Sonsbeck           | : (:)                            | VfB Homberg                 |

## 2. Runde & Achtelfinale
Die Partien der 2. Runde und des Achtelfinales wurden in der Saison 2020/21 nicht ausgetragen. Am 20. April 2021 wurde offiziell entschieden, dass die Saison aufgrund des Verbotes der Amateursportausübung im Zuge der COVID-19-Pandemie nur mit den als Profimannschaften geltenden Vereinen zu Ende gespielt wird. Die übrigen 46 Vereine, welche zu dem Zeitpunkt noch im Wettbewerb vertreten waren, erhielten eine Entschädigung und eine Wildcard für die Teilnahme in der darauf folgenden Saison.

## Viertelfinale
Die Auslosung des Viertelfinales und des Halbfinales des sog. „Finalturnieres“, fand am 26. April 2021 vor der Sportschule Wedau statt. Im Lostopf befanden sich die 7 Vereine: MSV Duisburg, KFC Uerdingen 05, Rot-Weiss Essen, Rot-Weiß Oberhausen, Wuppertaler SV, VfB Homberg und der SV Straelen. Der SV Straelen erhielt ein Freilos.
| Datum                 |                     | Ergebnis  |                 |
| --------------------- | ------------------- | --------- | --------------- |
| 12.05.2021, 15:00 Uhr | KFC Uerdingen 05    | 0:5 (0:1) | MSV Duisburg    |
| 12.05.2021, 19:00 Uhr | Wuppertaler SV      | 3:1 (1:1) | VfB Homberg     |
| 12.05.2021, 19:00 Uhr | Rot-Weiß Oberhausen | 1:4 (0:1) | Rot-Weiss Essen |

## Halbfinale
| Datum                 |                 | Ergebnis                         |              |
| --------------------- | --------------- | -------------------------------- | ------------ |
| 19.05.2021, 19:00 Uhr | Wuppertaler SV  | 6:2 (2:1)                        | MSV Duisburg |
| 19.05.2021, 19:00 Uhr | Rot-Weiss Essen | 2:2 n. V. (1:1, 0:0) (2:4 i. E.) | SV Straelen  |

## Finale
Das Finale wurde im Rahmen des „Finaltag der Amateure 2020“ am 29. Mai 2021 ausgetragen und in einer Konferenz mit anderen Verbandspokalfinales in der ARD übertragen.
| Paarung                   | Wuppertaler SV – SV Straelen |
| Ergebnis                  | 2:1 (1:0) |
| Datum                     | 29. Mai 2021 um 13:05 Uhr |
| Stadion                   | Schauinsland-Reisen-Arena, Duisburg |
| Zuschauer                 | 0 |
| Schiedsrichter            | Sven Waschitzki (Essen) |
| Schiedsrichterassistenten | Jörg Jörissen, Torsten Schwerdtfeger |
| Vierter Offizieller       | Jan Oberdörster |
| Tore                      | 1:0 Semir Šarić (38.) 2:0 Kevin Hagemann (47.) 2:1 Cagatay Kader (66.) |
| Wuppertaler SV            | Sebastian Patzler – Noah Salau, Tjorben Uphoff , Kevin Pytlik, Moritz Römling (76. Tolga Cokkosan) – Kevin Rodrigues Pires, Joey Müller, Semir Šarić (83. Isaak Akritidis) – Beyhan Ametov (66. Lars Holtkamp), Marco Königs (74. Mateo Aramburú), Kevin Hagemann Cheftrainer: Björn Mehnert |
| SV Straelen               | Robin Udegbe – Ole Päffgen, Adli Lachheb, Ferry de Regt (55. Jelle van Benthem), Kino Delorge (55. Malek Fakhro), Jannik Stevens – Kaito Mizuta, Jannis Kübler, Timo Mehlich (78. Kevin Weggen), Yassine Bouchama (55. Aram Abdelkarim) – Cagatay Kader Cheftrainer: Benedict Weeks          |
| Gelbe Karten              | keine – Weggen (85.), Fakhro (88.) |